# Umirući labud
Umirući labud (rus. Умирающий лебедь) ruski je film redatelja Jevgenija Bauera.

## Radnja
Tiha plesačica Gisella zaljubljuje se u Victora kojeg je upoznala na jezeru. Vjeruje da je ljubav obostrana, ali istovremeno vidi Victora zajedno s drugom djevojkom. Ona postaje predmetom simpatija umjetnika Glinskog koji vidi Gizelle kao umirućeg labuda i koristi se plesačicom da naslika svoju sliku.

## Uloge
- Vera Karalli
- Alexandar Heruvimov
- Vitold Polonskij
- Andrej Gromov
- Ivan Perestiani

## Vanjske poveznice
- Umirući labud na Kino Poisk